# Rihard Orel
Rihard Orel, slovenski učitelj in glasbenik, * 29. november 1881, Prvačina, † 11. januar 1966, Gorica, Italija.

## Življenje in delo
Rihard Orel, sin učitelja in organista J. Orla (1854-1934) v Prvačini, je dokončal 3 razrede realke v Gorici in učiteljišče v Kopru (kjer je šele junija 1910 maturiral) in eno leto glasbenega konservatorija na Dunaju. Služboval je v Dornberku, Oseku, Višnjeviku in od 1910 kot nadučitelj v Šmarjah na Vipavskem. Nato je dobil študijski dopust za Dunaj, ki mu ga je vojna prekinila. Po vojni je učiteljeval v Števerjanu in Štandrežu pri Gorici, od koder je bil 1927 premeščen v notranjost Italije. Kot časopisni dopisnik je objavljal članke o našem obmejnem šolstvu in Beneški Sloveniji. V času svojega službovanja v Višnjeviku je nabiral ljudske pesmi po Beneški Sloveniji. Zbirko 64 pesmi za moški zbor je izdala Glasbena matica v Ljubljani pod naslovom Slovenske narodne pesmi iz Benečije (1920). V rokopisu se je ohranilo še nad 80 ljudskih pesmi iz Prekmurja za mešani pevski zbor.